# Schismadillo holthuisi
Schismadillo holthuisi är en kräftdjursart som beskrevs av Albert Vandel1973. Schismadillo holthuisi ingår i släktet Schismadillo och familjen Armadillidae. Inga underarter finns listade i Catalogue of Life.